# Holonuncia
Genre
Holonuncia est un genre d'opilions laniatores de la famille des Triaenonychidae.

## Distribution
Les espèces de ce genre sont endémiques d'Australie.

## Liste des espèces
Selon World Catalogue of Opiliones (27/05/2021) :
- Holonuncia cavernicola Forster, 1955
- Holonuncia dewae Hunt, 1992
- Holonuncia dispar Hunt, 1992
- Holonuncia enigma Hunt, 1992
- Holonuncia francesae Hunt, 1992
- Holonuncia hamiltonsmithi Hunt, 1992
- Holonuncia kaputarensis Hunt, 1992
- Holonuncia katoomba Hunt, 1992
- Holonuncia recta Hunt, 1992
- Holonuncia seriata (Roewer, 1915)
- Holonuncia sussa Hunt, 1992
- Holonuncia tuberculata (Roewer, 1915)
- Holonuncia weejasperensis Hunt, 1992

## Publication originale
- Forster, 1955 : « Further Australian harvestmen (Opiliones). » Australian Journal of Zoology, vol. 3, p. 354–411.